# Philampelini
Philampelini este un trib care conține specii de molii din familia Sphingidae.

## Taxonomie
- Genul Eumorpha - Hübner, 1807
- Genul Tinostoma - Rothschild & Jordan, 1903